# يوريا وهارا
يوريا وهارا (小原 由梨愛) (4 سبتمبر 1990 في محافظة آوموري في اليابان – )؛ هي لاعبة كرة قدم كانت تلعب كمدافع. ولعبت مع منتخب اليابان لكرة القدم للسيدات.

## وصلات خارجية
- يوريا وهارا على موقع الاتحاد الدولي (مؤرشف)  (الإنجليزية)
- يوريا وهارا على موقع Soccerway.com (الإنجليزية)